# Cholomyzon tubastraeae
Cholomyzon tubastraeae is een eenoogkreeftjessoort uit de familie van de Coralliomyzontidae. De wetenschappelijke naam van de soort is voor het eerst geldig gepubliceerd in 2011 door Cheng, Dai & Chang.